# West Indies Women’s Cricket Team in Australien in der Saison 2014/15
Die Tour des West Indies Women’s Cricket Teams nach Australien in der Saison 2014/15 fand vom 21. Oktober bis zum 18. November 2014 statt. Die internationale Cricket-Tour war Bestandteil der Internationalen Cricket-Saison 2014/15 und umfasste vier WODIs und vier WTwenty20s. Die ersten drei WODIs waren Teil der ICC Women’s Championship 2014–16. Australien gewann beide Serien jeweils mit 4–0.

## Vorgeschichte
Für beide Mannschaften war es die erste Tour der Saison. Das letzte Aufeinandertreffen der beiden Mannschaften bei einer Tour fand in der Saison 1975/76 in den West Indies statt.

## Stadien
Die folgenden Stadien wurden für die Tour als Austragungsort vorgesehen.
| Stadion                  | Stadt     | Kapazität | Spiele       |
| ------------------------ | --------- | --------- | ------------ |
| Adelaide Oval            | Adelaide  | 53.583    | 2. WT20      |
| Bradman Oval             | Bowral    | 5.000     | 3. & 4. WODI |
| Melbourne Cricket Ground | Melbourne | 100.024   | 3. WT20      |
| Accor Stadium            | Sydney    | 81.500    | 4. WT20      |
| Hurstville Oval          | Sydney    | 5.000     | 1. & 2. WODI |
| North Sydney Oval        | Sydney    | 16.500    | 1. WT20      |

## Kaderlisten
Die West Indies benannten ihre Kader am 3. Oktober 2014.
Australien benannte seine Kader am 17. Oktober 2014.
| WODI | WODI | WTwenty20 | WTwenty20 |
| Australien | West Indies | Australien | West Indies |
| --- | --- | --- | --- |
| - Meg Lanning (K) - Alex Blackwell (VK) - Kristen Beams - Jess Cameron - Julie Hunter - Rene Farrell - Alyssa Healy (wk) - Jess Jonassen - Nicole Bolton - Erin Osborne - Ellyse Perry - Megan Schutt - Elyse Villani | - Merissa Aguilleira (K, wk) - Stafanie Taylor (VK) - Shemaine Campbelle - Shamilia Connell - Britney Cooper - Shanel Daley - Deandra Dottin - Kycia Knight (wk) - Hayley Matthews - Anisa Mohammed - Subrina Munroe - Shaquana Quintyne - Shakera Selman - Tremayne Smartt | - Meg Lanning (K) - Alex Blackwell (VK) - Kristen Beams - Jess Cameron - Sarah Coyte - Rene Farrell - Alyssa Healy (wk) - Jess Jonassen - Delissa Kimmince - Erin Osborne - Ellyse Perry - Megan Schutt - Elyse Villani | - Merissa Aguilleira (K, wk) - Stafanie Taylor (VK) - Shemaine Campbelle - Shamilia Connell - Britney Cooper - Shanel Daley - Deandra Dottin - Kycia Knight (wk) - Hayley Matthews - Anisa Mohammed - Subrina Munroe - Shaquana Quintyne - Shakera Selman - Tremayne Smartt |

## Tour Matches
| 21. Oktober Scorecard | Canberra (CO) | West Indies 104-4 (20)                             | – | Cricket Australia Women’s XI 107-1 (16.1) |
|                       |               | Cricket Australia Women’s XI gewinnt mit 9 Wickets |   |                                           |

| 22. Oktober Scorecard | Canberra | Cricket Australia Women’s XI 128-5 (20)         | – | West Indies 122-4 (20) |
|                       |          | Cricket Australia Women’s XI gewinnt mit 6 Runs |   |                        |

## Women’s Twenty20 Internationals

### Erstes WTwenty20 in Sydney
| 2. November Scorecard | Sydney (NSO) | West Indies 113-7 (20)           | – | Australien 117-6 (18.5) |
|                       |              | Australien gewinnt mit 4 Wickets |   |                         |

Australien gewann den Münzwurf und entschied sich als Feldmannschaft zu beginnen. Als Spieler des Spiels wurde Jess Jonassen ausgezeichnet.

### Zweites WTwenty20 in Adelaide
| 5. November Scorecard | Adelaide | Australien 160-4 (20)          | – | West Indies 74-9 (20) |
|                       |          | Australien gewinnt mit 86 Runs |   |                       |

Die West Indies gewannen den Münzwurf und entschieden sich als Feldmannschaft zu beginnen. Als Spieler des Spiels wurde Jess Jonassen ausgezeichnet.

### Drittes WTwenty20 in Melbourne
| 7. November Scorecard | Melbourne | West Indies 149-6 (20)           | – | Australien 150-6 (19.5) |
|                       |           | Australien gewinnt mit 4 Wickets |   |                         |

Die West Indies gewannen den Münzwurf und entschieden sich als Schlagmannschaft zu beginnen. Als Spieler des Spiels wurde Stafanie Taylor ausgezeichnet.

### Viertes WTwenty20 in Sydney
| 9. November Scorecard | Sydney (AS) | West Indies 107-7 (20)           | – | Australien 111-2 (14.1) |
|                       |             | Australien gewinnt mit 8 Wickets |   |                         |

Die West Indies gewannen den Münzwurf und entschieden sich als Schlagmannschaft zu beginnen. Als Spieler des Spiels wurde Ellyse Perry ausgezeichnet.

## Women’s One-Day Internationals

### Erstes WODI in Sydney
| 11. November Scorecard | Sydney (HO) | West Indies 240-8 (50)           | – | Australien 241-7 (49.3) |
|                        |             | Australien gewinnt mit 3 Wickets |   |                         |

Australien gewann den Münzwurf und entschied sich als Feldmannschaft zu beginnen. Als Spieler des Spiels wurde Stafanie Taylor ausgezeichnet.

### Zweites WODI in Sydney
| 13. November Scorecard | Sydney (HO) | Australien 256 (50)            | – | West Indies 203-8 (50) |
|                        |             | Australien gewinnt mit 53 Runs |   |                        |

Australien gewann den Münzwurf und entschied sich als Schlagmannschaft zu beginnen. Als Spieler des Spiels wurde Ellyse Perry ausgezeichnet.

### Drittes WODI in Bowral
| 16. November Scorecard | Bowral | West Indies 220-7 (50)           | – | Australien 222-2 (43.1) |
|                        |        | Australien gewinnt mit 8 Wickets |   |                         |

Die West Indies gewannen den Münzwurf und entschieden sich als Schlagmannschaft zu beginnen. Als Spieler des Spiels wurde Meg Lanning ausgezeichnet.

### Viertes WODI in Bowral
| 18. November Scorecard | Bowral | Australien 275-5 (50)           | – | West Indies 127 (24.5) |
|                        |        | Australien gewinnt mit 148 Runs |   |                        |

Australien gewann den Münzwurf und entschied sich als Schlagmannschaft zu beginnen. Als Spieler des Spiels wurde Ellyse Perry ausgezeichnet.

## Auszeichnungen

### Player of the Series
Als Player of the Series wurden der folgende Spieler ausgezeichnet.
| Serie | Player of the Series |
| ----- | -------------------- |
| WODI  | Ellyse Perry         |
| WT20  | Jess Jonassen        |

### Player of the Match
Als Player of the Match wurden die folgenden Spielerinnen ausgezeichnet.
| Spiel   | Player of the Match |
| ------- | ------------------- |
| 1. WODI | Stafanie Taylor     |
| 2. WODI | Ellyse Perry        |
| 3. WODI | Meg Lanning         |
| 4. WODI | Ellyse Perry        |
| 1. WT20 | Jess Jonassen       |
| 2. WT20 | Jess Jonassen       |
| 3. WT20 | Stafanie Taylor     |
| 4. WT20 | Ellyse Perry        |

## Statistiken
Die folgenden Cricketstatistiken wurden bei dieser Tour erzielt.
| WODIs           | WODIs       | WODIs   | WODIs   | WODIs   | WODIs   | WODIs   | WODIs   | WODIs   |
| Batting         | Batting     | Batting | Batting | Batting | Batting | Batting | Batting | Batting |
| Spieler         | Mannschaft  | Spiele  | Innings | Runs    | Average | HS      | 100s    | 50s     |
| --------------- | ----------- | ------- | ------- | ------- | ------- | ------- | ------- | ------- |
| Meg Lanning     | Australien  | 4       | 4       | 336     | 112,00  | 135*    | 1       | 2       |
| Ellyse Perry    | Australien  | 4       | 4       | 263     | 131,50  | 74*     | 0       | 4       |
| Hayley Matthews | West Indies | 4       | 4       | 241     | 60,25   | 89      | 0       | 3       |
| Nicole Bolton   | Australien  | 4       | 4       | 172     | 43,00   | 76      | 0       | 2       |
| Stafanie Taylor | West Indies | 3       | 3       | 106     | 35,33   | 95      | 0       | 1       |
| Bowling         |             |         |         |         |         |         |         |         |
| Spieler         | Mannschaft  | Spiele  | Overs   | Wickets | Average | BBI     | 5W      | 10W     |
| Erin Osborne    | Australien  | 4       | 32.0    | 7       | 20,00   | 3/43    | 0       | 0       |
| Ellyse Perry    | Australien  | 4       | 35.5    | 7       | 20,57   | 3/23    | 0       | 0       |
| Megan Schutt    | Australien  | 3       | 16.0    | 5       | 17,60   | 4/18    | 0       | 0       |
| Deandra Dottin  | West Indies | 4       | 33.0    | 5       | 34,40   | 4/42    | 0       | 0       |
| Stafanie Taylor | West Indies | 3       | 23.3    | 4       | 24,25   | 2/45    | 0       | 0       |
| Rene Farrell    | Australien  | 3       | 22.0    | 4       | 27,50   | 2/40    | 0       | 0       |
| Jess Jonassen   | Australien  | 4       | 27.0    | 4       | 28,00   | 1/14    | 0       | 0       |
| Kristen Beams   | Australien  | 4       | 31.0    | 4       | 30,50   | 2/32    | 0       | 0       |
| Anisa Mohammed  | West Indies | 4       | 34.1    | 4       | 45,00   | 2/39    | 0       | 0       |